# Port d'Orivol
Orivol est un petit port ostréicole appartenant à la commune d'Étaules, dans le département de la Charente-Maritime. Aménagé en bordure du chenal du même nom, sur la rive gauche de la Seudre (dont il n'est distant que de quelques centaines de mètres), il reprend les caractéristiques de nombre de ports de ce type dans le bassin de Marennes-Oléron. Il se situe entre le port de La Grève à Duret (commune d'Arvert) et le port des Grandes Roches.
Établi au cœur des marais de la Seudre, dans un environnement où terre et mer se mêlent intimement, on y accède soit par le centre-ville (rue de la Gare), soit par la rocade (première sortie en venant du rond-point de Chaillevette). Un fin ruban de bitume sert de principale voie d'accès au port. Entouré d'une multitude de petits bassins servant à l'affinage des huîtres (appelés « claires »), il se trouve à la jonction des prises de La Sause, de Malletatier et de La Couronne, près de la limite administrative avec la commune d'Arvert. 
Quelques cabanes de bois bordées de roses trémières forment l'essentiel de ce petit bourg. On y produit, élève et vend les célèbres huîtres de Marennes-Oléron, qui prennent dans les bassins une texture, un goût et une couleur bleu-vert caractéristiques, sous l'effet de la marennine, un pigment issu d'une algue microscopique, la navicule bleue. Les huîtres produites sont la pousse en claire et la fine de claire verte (toutes deux bénéficiant du label rouge), mais aussi la fine de claire et la spéciale de claire. Des petits pontons servent à amarrer les plates, chalands et batâs, embarcations traditionnelles dont le va-et-vient anime la Seudre tout au long de l'année.
Les bords de Seudre ont longtemps été partie intégrante d'un des plus grands marais salants de France, qui faisait la richesse de la Saintonge. Cette activité déclinant peu à peu à partir du XVIIIe siècle, les marais sont progressivement reconvertis en parcs à huîtres.
Ce n'est qu'en 1948 que les ports d'Orivol et des Grandes Roches sont détachés de la commune d'Arvert, sous l'action du maire d'Étaules Charles Hervé, soucieux de doter sa commune d'un (petit) accès au fleuve et au bassin de Marennes-Oléron.